# آيت أوالزين (اغريس لعلوي)
آيت أوالزين هي إحدى مشيخات المملكة المغربية، تتبع جغرافيا لإقليم الرشيدية وإداريًا لاغريس لعلوي. يقدر عدد سكانها بـ 225 نسمة حسب الإحصاء الرسمي للسكان والسكنى لسنة 2004.